# Fundeni (okręg Ilfov)
Fundeni – wieś w Rumunii, w okręgu Ilfov, w gminie Dobroești. W 2011 roku liczyła 4051 mieszkańców.